# Élections cantonales de 2011 dans le Loiret

Le département du Loiret (en rouge) sur une carte de France

Les élections cantonales de 2011 dans le Loiret sont des élections cantonales françaises qui se sont déroulées les 20 et 27 mars 2011 dans le département du Loiret (région Centre).

## Contextes politiques

### Contexte national
Les élections cantonales de 2011 se déroulent sous la Cinquième République, le président de la République Nicolas Sarkozy (UMP) est en place depuis 2007. Le troisième gouvernement de François Fillon est aux affaires depuis le 14 novembre 2010.

### Contexte départemental

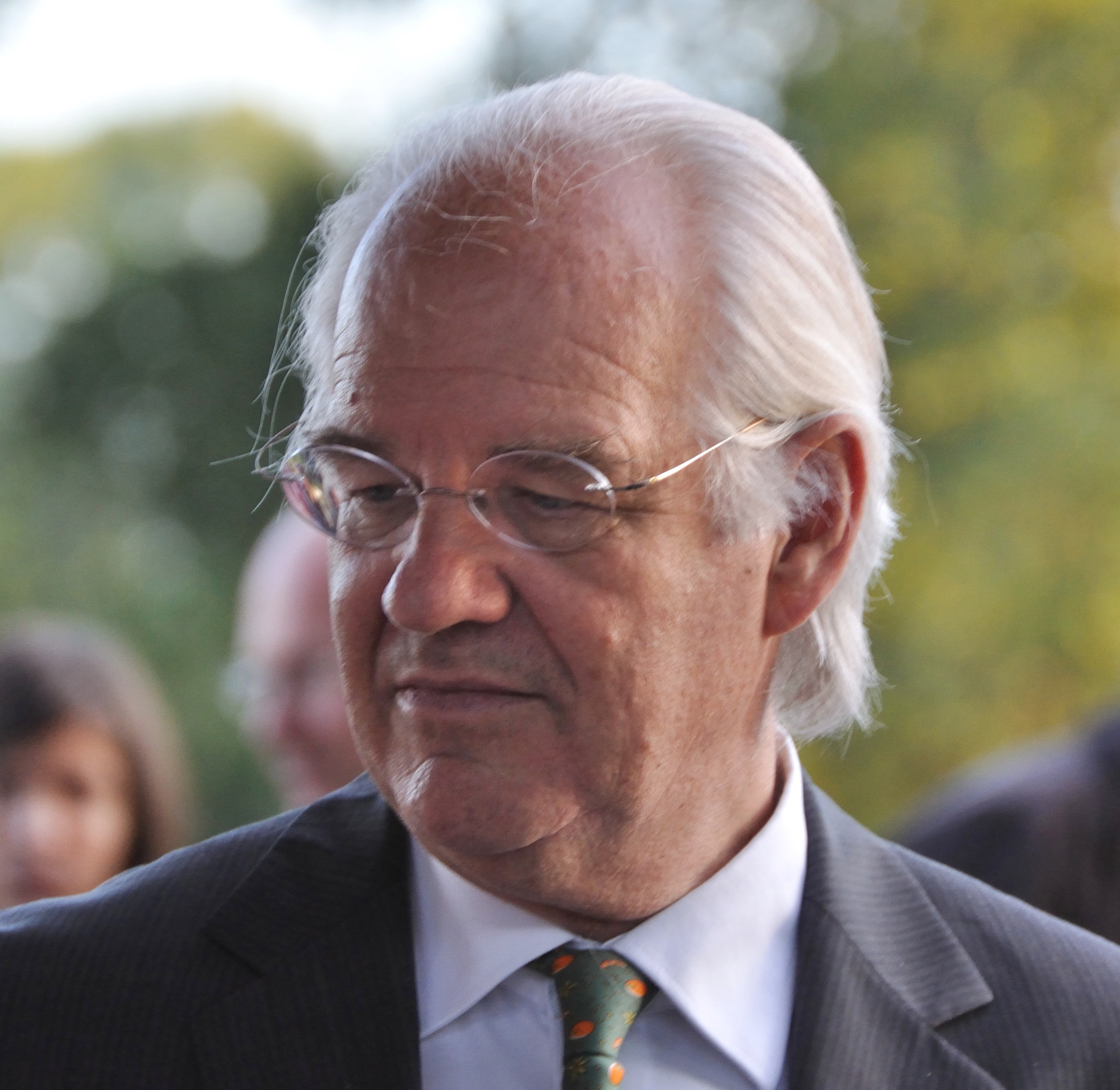
Éric Doligé, président sortant du Conseil général

Avant les élections, le conseil général du Loiret est présidé par Éric Doligé (UMP). Il comprend 41 conseillers généraux issus des 41 cantons du Loiret ; 20 d'entre eux sont renouvelables lors de ces élections. 
| Parti                             | Sigle | Élus |
| --------------------------------- | ----- | ---- |
| Majorité (28 sièges)              |       |      |
| Union pour un mouvement populaire | UMP   | 20   |
| Divers droite                     | DVD   | 7    |
| Nouveau Centre                    | NC    | 1    |
| Opposition (13 sièges)            |       |      |
| Parti socialiste                  | PS    | 8    |
| Parti communiste français         | PCF   | 3    |
| Europe Écologie Les Verts         | EELV  | 1    |
| Divers gauche                     | DVG   | 1    |
| Président du conseil général      |       |      |
| Éric Doligé (UMP)                 |       |      |

## Résultats à l'échelle du département

### Résultats en nombre de sièges
| Parti | Sièges mis en jeu | Élus | Évolution |
| ----- | ----------------- | ---- | --------- |
| DVD   | 4                 | 6    | +2        |
| UMP   | 10                | 7    | -3        |
| PS    | 4                 | 5    | +1        |
| PCF   | 1                 | 1    | =         |
| DVG   | 1                 | 0    | -1        |
| EELV  | 0                 | 1    | +1        |

### Assemblée départementale à l'issue des élections
| Parti                             | Sigle | Élus |
| --------------------------------- | ----- | ---- |
| Majorité (27 sièges)              |       |      |
| Union pour un mouvement populaire | UMP   | 17   |
| Divers droite                     | DVD   | 9    |
| Nouveau Centre                    | NC    | 1    |
| Opposition (14 sièges)            |       |      |
| Parti socialiste                  | PS    | 9    |
| Parti communiste français         | PCF   | 3    |
| Europe Écologie Les Verts         | EELV  | 2    |
| Président du conseil général      |       |      |
| Éric Doligé (UMP)                 |       |      |

### Liste des élus
Les candidats déclarés officiellement sont placés par ordre alphabétique. Les courants politiques représentés et la signification des acronymes sont les suivants : divers droite (DVD), divers gauche (DG), Europe Écologie (EE), Front de gauche (FG), Front national (FN), Mouvement démocrate (MoDem), nouveau Centre (NC), Parti communiste français (PCF), Parti ouvrier indépendant (POI), Parti radical de gauche (PRG), Parti radical valoisien (PRV), Parti socialiste (PS), sans étiquette (SE), Union pour un mouvement populaire (UMP), Les Verts (V). Les candidats DVD, du NC, du PRV et de l'UMP se présentent sous l'étiquette officielle « Majorité départementale ».
Après le premier tour, on note une montée du score du Front national avec 21,6 % des voix, il réalise son score le plus important dans le canton de Malesherbes (28,17 %) et son score le plus faible à Orléans (13,27 %). Deux confrontations FN-gauche (Fleury-les-Aubrais et Lorris) et six FN-droite (Briare, Château-Renard, Malesherbes, Montargis, Pithiviers et Sully-sur-Loire) sont programmées au second tour.
Le maire d'Orléans Serge Grouard et le président du conseil général sortant Éric Doligé, tous deux UMP, appellent à s'abstenir en cas de duel entre le  Front national et le Parti socialiste au second tour,.
| Canton                | Conseiller sortant   | Parti | Parti | Conseiller élu       | Parti | Parti |
| --------------------- | -------------------- | ----- | ----- | -------------------- | ----- | ----- |
| Artenay               | Philippe Paillet     |       | DVD   | Pascal Gudin         |       | DVD   |
| Briare                | Jean Poulain         |       | DVD   | Michel Lechauve      |       | DVD   |
| Châlette-sur-Loing    | Franck Demaumon      |       | PCF   | Franck Demaumont     |       | PCF   |
| Châteauneuf-sur-Loire | Daniel Mériau        |       | UMP   | Anne Besnier         |       | PS    |
| Château-Renard        | Michel Raigneau      |       | DVD   | Michel Raigneau      |       | DVD   |
| Châtillon-sur-Loire   | Jacques Girault      |       | DVG   | Emmanuel Rat         |       | NC    |
| Fleury-les-Aubrais    | Michel Breffy        |       | PS    | Michel Breffy        |       | PS    |
| Jargeau               | Ivan Sorgniard       |       | UMP   | Gerard Malbo         |       | NC    |
| Lorris                | Guy Parmentier       |       | DVG   | Denis Godeau         |       | PS    |
| Malesherbes           | Michel Renault       |       | UMP   | Michel Guérin        |       | UMP   |
| Meung-sur-Loire       | Éric Doligé          |       | UMP   | Éric Doligé          |       | UMP   |
| Montargis             | Viviane Jehannet     |       | UMP   | Viviane Jehannet     |       | UMP   |
| Orléans-Bannier       | Joelle Beauvallet    |       | PS    | Joelle Beauvallet    |       | PS    |
| Orléans-Bourgogne     | Jean-Louis Bernard   |       | UMP   | Estelle Touzin       |       | EELV  |
| Patay                 | André Marsy          |       | UMP   | Nicole Pinsard       |       | DVD   |
| Pithiviers            | Marc Gaudet          |       | PR    | Marc Gaudet          |       | PR    |
| Puiseaux              | Christian Blumenfeld |       | UMP   | Christian Blumenfeld |       | UMP   |
| Saint-Jean-de-Braye   | David Thiberge       |       | PS    | David Thiberge       |       | PS    |
| Saint-Jean-le-Blanc   | Antoine Carré        |       | UMP   | Antoine Carré        |       | UMP   |
| Sully-sur-Loire       | Jean-Noël Cardoux    |       | UMP   | Jean-Noël Cardoux    |       | UMP   |

*Conseillers généraux sortants ne se représentant pas

## Résultats par canton

### Canton d'Artenay
| Candidat       | Candidat          | Étiquette      | Premier tour | Premier tour | Second tour | Second tour |
| Candidat       | Candidat          | Étiquette      | Voix         | %            | Voix        | %           |
| -------------- | ----------------- | -------------- | ------------ | ------------ | ----------- | ----------- |
|                | Philippe Paillet* | DVD            | 839          | 27,74        | 1 277       | 49,61       |
|                | Pascal Gudin      | DVD            | 753          | 24,90        | 1 297       | 50,39       |
|                | André Lubin       | FN             | 689          | 22,78        |             |             |
|                | David Jacquet     | PS             | 564          | 18,65        |             |             |
|                | Laurent Rabier    | FG (PCF)       | 179          | 5,92         |             |             |
|                |                   |                |              |              |             |             |
| Inscrits       | Inscrits          | Inscrits       | 15 039       | 100,00       | 15 039      | 100,00      |
| Abstentions    | Abstentions       | Abstentions    | 6 411        | 42,63        | 6 198       | 41,21       |
| Votants        | Votants           | Votants        | 8 628        | 57,37        | 8 841       | 58,79       |
| Blancs et nuls | Blancs et nuls    | Blancs et nuls | 185          | 2,,98        | 554         | 11,15       |
| Exprimés       | Exprimés          | Exprimés       | 8 443        | 97,02        | 8 287       | 88,85       |

*sortant

### Canton de Briare
| Candidat       | Candidat         | Étiquette      | Premier tour | Premier tour | Second tour | Second tour |
| Candidat       | Candidat         | Étiquette      | Voix         | %            | Voix        | %           |
| -------------- | ---------------- | -------------- | ------------ | ------------ | ----------- | ----------- |
|                | Michel Lechauve  | DVD            | 1 502        | 38,42        | 2 513       | 65,46       |
|                | François Gourdon | FN             | 1 015        | 25,97        | 1 326       | 34,54       |
|                | Monique Martinet | DVG            | 926          | 23,69        |             |             |
|                | Cathy Lavanant   | PG             | 466          | 11,92        |             |             |
|                |                  |                |              |              |             |             |
| Inscrits       | Inscrits         | Inscrits       | 8 549        | 100,00       | 8 549       | 100,00      |
| Abstentions    | Abstentions      | Abstentions    | 4 539        | 53,09        | 4 356       | 50,95       |
| Votants        | Votants          | Votants        | 4 011        | 46,91        | 4 193       | 49,05       |
| Blancs et nuls | Blancs et nuls   | Blancs et nuls | 102          | 2,54         | 354         | 8,44        |
| Exprimés       | Exprimés         | Exprimés       | 3 909        | 97,46        | 3 839       | 91,56       |

### Canton de Châlette-sur-Loing
| Candidat       | Candidat          | Étiquette      | Premier tour | Premier tour | Second tour | Second tour |
| Candidat       | Candidat          | Étiquette      | Voix         | %            | Voix        | %           |
| -------------- | ----------------- | -------------- | ------------ | ------------ | ----------- | ----------- |
|                | Franck Demaumont* | PCF            | 2 047        | 33,17        | 3 330       | 56,03       |
|                | Dominique Laurent | UMP            | 1 609        | 26,07        | 2 613       | 43,97       |
|                | Bernard Chauvet   | FN             | 1 513        | 24,51        |             |             |
|                | Annie Guibert     | PS             | 1 003        | 16,25        |             |             |
|                |                   |                |              |              |             |             |
| Inscrits       | Inscrits          | Inscrits       | 13 879       | 100,00       | 13 881      | 100,00      |
| Abstentions    | Abstentions       | Abstentions    | 7 557        | 54,45        | 7 446       | 53,64       |
| Votants        | Votants           | Votants        | 6 322        | 45,55        | 6 435       | 46,36       |
| Blancs et nuls | Blancs et nuls    | Blancs et nuls | 150          | 2,37         | 492         | 7,65        |
| Exprimés       | Exprimés          | Exprimés       | 6 172        | 97,63        | 5 943       | 92,35       |

*sortant

### Canton de Châteauneuf-sur-Loire
| Candidat       | Candidat            | Étiquette      | Premier tour | Premier tour | Second tour | Second tour |
| Candidat       | Candidat            | Étiquette      | Voix         | %            | Voix        | %           |
| -------------- | ------------------- | -------------- | ------------ | ------------ | ----------- | ----------- |
|                | Anne Besnier        | PS             | 2 097        | 32,50        | 3 189       | 52,01       |
|                | Jean-Pierre Garnier | UMP            | 1 562        | 24,21        | 2 942       | 47,99       |
|                | Paul Guerre         | FN             | 1 361        | 21,09        |             |             |
|                | Philippe Vacher     | DVD            | 1 207        | 18,70        |             |             |
|                | Mathilde Moulin     | PCF            | 226          | 3,50         |             |             |
|                |                     |                |              |              |             |             |
| Inscrits       | Inscrits            | Inscrits       | 14 514       | 100,00       | 14 515      | 100,00      |
| Abstentions    | Abstentions         | Abstentions    | 7 888        | 54,35        | 7 879       | 54,28       |
| Votants        | Votants             | Votants        | 6 626        | 45,65        | 6 636       | 45,72       |
| Blancs et nuls | Blancs et nuls      | Blancs et nuls | 173          | 2,61         | 505         | 7,61        |
| Exprimés       | Exprimés            | Exprimés       | 6 453        | 97,39        | 6 131       | 92,39       |

### Canton de Château-Renard
| Candidat       | Candidat            | Étiquette      | Premier tour | Premier tour | Second tour | Second tour |
| Candidat       | Candidat            | Étiquette      | Voix         | %            | Voix        | %           |
| -------------- | ------------------- | -------------- | ------------ | ------------ | ----------- | ----------- |
|                | Michel Raigneau*    | DVD            | 1 516        | 42,23        | 2 416       | 69,45       |
|                | Aurore Dubois       | FN             | 714          | 19,89        | 1 063       | 30,55       |
|                | Jean-Claude Cloarec | PS             | 601          | 16,74        |             |             |
|                | Marc Bénédic        | DVD            | 586          | 16,32        |             |             |
|                | Dominique Lahib     | PCF            | 173          | 4,82         |             |             |
|                |                     |                |              |              |             |             |
| Inscrits       | Inscrits            | Inscrits       | 7 619        | 100,00       | 7 620       | 100,00      |
| Abstentions    | Abstentions         | Abstentions    | 3 958        | 51,95        | 3 864       | 50,71       |
| Votants        | Votants             | Votants        | 3 661        | 48,05        | 3 756       | 49,29       |
| Blancs et nuls | Blancs et nuls      | Blancs et nuls | 71           | 1,94         | 277         | 7,37        |
| Exprimés       | Exprimés            | Exprimés       | 3 590        | 98,06        | 3 479       | 92,63       |

*sortant

### Canton de Châtillon-sur-Loire
Canton qui a connu des conseillers de gauche ou de centre-gauche depuis 1919, ces élections à Châtillon-sur-Loire marquent un tournant. Ce territoire de six communes porte à sa tête Emmanuel Rat, maire de droite du chef-lieu, face au sortant Jacques Girault, le maire d'Autry-le-Châtel. Ce dernier, en poste depuis 1994 et réélu dès le premier tour en 2004, se montre donc impuissant pour conserver son poste. Au premier tour, alors qu'en 2004 aucun opposant n'a dépassé 20 % des voix, son adversaire de droite le dépasse cette fois de huit points et avec près de 250 voix d'avance. Dans le même temps, les communistes, qui présentent le même candidat qu'en 2004, divisent leurs voix par deux et le FN régresse d'une centaine de voix. Dans ce contexte, la droite progresse sensiblement avec plus de 800 voix supplémentaires et l'abstention engrange dix points de plus. L'écart du premier tour se maintient au second et Rat prend le dessus.

Au niveau des communes pour le second tour, en dehors des deux fiefs des deux protagonistes, les scores ont été relativement serrés. Saint-Firmin-sur-Loire est le village le plus franc, votant à plus de 56 % pour le candidat de droite. À Cernoy, le candidat de la gauche ne prend l'avantage que par trois voix, celui de la droite en a quinze d'avance à Beaulieu et une égalité parfaite est observée à Pierrefitte. Si Autry offre 74 % de ses voix à son maire, les deux tiers des voix de Châtillon, engrangées par Emmanuel Rat, sont déterminantes.  
| Candidat       | Candidat          | Étiquette      | Premier tour | Premier tour | Second tour | Second tour |
| Candidat       | Candidat          | Étiquette      | Voix         | %            | Voix        | %           |
| -------------- | ----------------- | -------------- | ------------ | ------------ | ----------- | ----------- |
|                | Emmanuel Rat      | DVD            | 1 221        | 41,52        | 1 537       | 54,89       |
|                | Jacques Girault * | DVG            | 987          | 33,56        | 1 263       | 45,11       |
|                | Stéphane Bailly   | FN             | 493          | 16,76        |             |             |
|                | Richard Rogelet   | PCF            | 156          | 5,30         |             |             |
|                | Bernard Lhomme    | SE             | 84           | 2,86         |             |             |
|                |                   |                |              |              |             |             |
| Inscrits       | Inscrits          | Inscrits       | 5 629        | 100,00       | 5 627       | 100,00      |
| Abstentions    | Abstentions       | Abstentions    | 2 655        | 47,17        | 2 689       | 47,79       |
| Votants        | Votants           | Votants        | 2 974        | 52,83        | 2 938       | 52,21       |
| Blancs et nuls | Blancs et nuls    | Blancs et nuls | 33           | 1,11         | 138         | 4,70        |
| Exprimés       | Exprimés          | Exprimés       | 2 941        | 98,89        | 2 800       | 95,30       |

*sortant

### Canton de Fleury-les-Aubrais
| Candidat       | Candidat           | Étiquette      | Premier tour | Premier tour | Second tour | Second tour |
| Candidat       | Candidat           | Étiquette      | Voix         | %            | Voix        | %           |
| -------------- | ------------------ | -------------- | ------------ | ------------ | ----------- | ----------- |
|                | Michel Breffy *    | PS             | 1 925        | 34,36        | 3 855       | 68,67       |
|                | Michel Béato       | FN             | 1 199        | 21,40        | 1 759       | 31,33       |
|                | Philippe Desormeau | UMP            | 1 175        | 20,97        |             |             |
|                | Alain Romero       | PCF            | 1 149        | 20,51        |             |             |
|                | Pascale Aulanier   | POI            | 155          | 2,77         |             |             |
|                |                    |                |              |              |             |             |
| Inscrits       | Inscrits           | Inscrits       | 13 770       | 100,00       | 13 772      | 100,00      |
| Abstentions    | Abstentions        | Abstentions    | 8 032        | 58,33        | 7 646       | 55,52       |
| Votants        | Votants            | Votants        | 5 738        | 41,67        | 6 126       | 44,48       |
| Blancs et nuls | Blancs et nuls     | Blancs et nuls | 135          | 2,35         | 512         | 8,36        |
| Exprimés       | Exprimés           | Exprimés       | 5 603        | 97,65        | 5 614       | 91,64       |

*sortant

### Canton de Jargeau
Le canton de Jargeau, à droite depuis 1949, reste fidèle à cette orientation alors que le sortant, l'ancien maire de Tigy, Ivan Sorgniard, ne se représente pas. Le nouveau candidat de la droite est Gérard Malbo, premier adjoint UMP au maire de Sandillon. Face à lui, trois candidats : l'écologiste Daniel Breton, adjoint au maire de Jargeau au développement durable, le communiste Ambroise Passegué, militant orléanais présent en 2008 sur la liste municipale de Jean-Pierre Sueur et le candidat FN Étienne Trapp. Contrairement, la droite est unie et Gérard Malbo arrive en tête du premier tour. Il divise cependant presque par deux les voix de la droite qui étaient 4000 en 2004, conséquence possible d'une abstention croissant de 21 points. Les écologistes passent de 700 à 1800 voix et les communistes engrangent une centaine de voix de plus mais les 1500 voix socialistes de 2004 disparaissent dans le même temps. Le FN progresse lui de près de 250 voix. Le second tour donne un résultat presque identique en pourcentages à celui de 2004 mais l'abstention fait perdre un millier de voix à la droite comme à la gauche. 

Géographiquement, les deux plus grandes communes du canton sont fidèles aux candidats qui en sont issus mais dans des proportions différentes : Malbo dépasse 63 % des voix à Sandillon mais Breton l'emporte à Jargeau par seulement sept voix d'avance. Pour le reste, les résultats sont également serrés à Darvoy où Breton s'impose d'une voix et Neuvy-en-Sullias où il s'incline de cinq suffrages. Ailleurs, Breton l'emporte à Vienne-en-Val et Férolles uniquement.
| Candidat       | Candidat          | Étiquette      | Premier tour | Premier tour | Second tour | Second tour |
| Candidat       | Candidat          | Étiquette      | Voix         | %            | Voix        | %           |
| -------------- | ----------------- | -------------- | ------------ | ------------ | ----------- | ----------- |
|                | Gérard Malbo      | UMP            | 2 177        | 38,61        | 3 041       | 54,06       |
|                | Daniel Breton     | PS             | 1 800        | 31,92        | 2 584       | 45,94       |
|                | Étienne Trapp     | FN             | 1 244        | 22,06        |             |             |
|                | Ambroise Passegué | PCF            | 418          | 7,41         |             |             |
|                |                   |                |              |              |             |             |
| Inscrits       | Inscrits          | Inscrits       | 13 120       | 100,00       | 13 120      | 100,00      |
| Abstentions    | Abstentions       | Abstentions    | 7 318        | 55,78        | 7 103       | 54,14       |
| Votants        | Votants           | Votants        | 5 802        | 44,22        | 6 017       | 45,86       |
| Blancs et nuls | Blancs et nuls    | Blancs et nuls | 163          | 2,81         | 392         | 6,51        |
| Exprimés       | Exprimés          | Exprimés       | 5 639        | 97,19        | 5 625       | 93,49       |

### Canton de Lorris
| Candidat       | Candidat              | Étiquette      | Premier tour | Premier tour | Second tour | Second tour |
| Candidat       | Candidat              | Étiquette      | Voix         | %            | Voix        | %           |
| -------------- | --------------------- | -------------- | ------------ | ------------ | ----------- | ----------- |
|                | Renée Recoussines     | FN             | 895          | 26,27        | 1 375       | 41,52       |
|                | Denis Godeau          | PS             | 873          | 25,62        | 1 937       | 58,48       |
|                | Jean-Paul Godfroy     | UMP            | 804          | 23,60        |             |             |
|                | Jean-Jacques Lefebvre | SE             | 661          | 19,40        |             |             |
|                | Fabrice Selingant     | PCF            | 174          | 5,11         |             |             |
|                |                       |                |              |              |             |             |
| Inscrits       | Inscrits              | Inscrits       | 6 610        | 100,00       | 6 608       | 100,00      |
| Abstentions    | Abstentions           | Abstentions    | 3 114        | 47,11        | 2 911       | 44,05       |
| Votants        | Votants               | Votants        | 3 496        | 52,89        | 3 697       | 55,95       |
| Blancs et nuls | Blancs et nuls        | Blancs et nuls | 89           | 2,55         | 385         | 10,41       |
| Exprimés       | Exprimés              | Exprimés       | 3 407        | 97,45        | 3 312       | 89,59       |

### Canton de Malesherbes
| Candidat       | Candidat         | Étiquette      | Premier tour | Premier tour | Second tour | Second tour |
| Candidat       | Candidat         | Étiquette      | Voix         | %            | Voix        | %           |
| -------------- | ---------------- | -------------- | ------------ | ------------ | ----------- | ----------- |
|                | Michel Guérin    | UMP            | 1 199        | 39,69        | 1 948       | 63,60       |
|                | Patrice Laizé    | FN             | 851          | 28,17        | 1 115       | 36,40       |
|                | Michel Bourreau  | PS             | 805          | 26,65        |             |             |
|                | Quentin Delépine | PCF            | 166          | 5,49         |             |             |
|                |                  |                |              |              |             |             |
| Inscrits       | Inscrits         | Inscrits       | 7 695        | 100,00       | 7 695       | 100,00      |
| Abstentions    | Abstentions      | Abstentions    | 4 581        | 59,53        | 4 350       | 56,53       |
| Votants        | Votants          | Votants        | 3 114        | 40,47        | 3 345       | 43,47       |
| Blancs et nuls | Blancs et nuls   | Blancs et nuls | 93           | 2,99         | 282         | 8,43        |
| Exprimés       | Exprimés         | Exprimés       | 3 021        | 97,01        | 3 063       | 91,57       |

### Canton de Meung-sur-Loire
| Candidat       | Candidat       | Étiquette      | Premier tour | Premier tour | Second tour | Second tour |
| Candidat       | Candidat       | Étiquette      | Voix         | %            | Voix        | %           |
| -------------- | -------------- | -------------- | ------------ | ------------ | ----------- | ----------- |
|                | Éric Doligé*   | UMP            | 2 724        | 47,24        | 3 238       | 59,50       |
|                | Patrice David  | PS             | 1 325        | 22,98        | 2 204       | 40,50       |
|                | Guy Picquier   | FN             | 1 153        | 20,00        |             |             |
|                | Alain Bocquet  | PCF            | 564          | 9,78         |             |             |
|                |                |                |              |              |             |             |
| Inscrits       | Inscrits       | Inscrits       | 13 883       | 100,00       | 13 883      | 100,00      |
| Abstentions    | Abstentions    | Abstentions    | 79711 799    | 57,42        | 80791 799   | 58,19       |
| Votants        | Votants        | Votants        | 5 912        | 42,58        | 5 804       | 41,81       |
| Blancs et nuls | Blancs et nuls | Blancs et nuls | 146          | 2,47         | 362         | 6,24        |
| Exprimés       | Exprimés       | Exprimés       | 5 766        | 97,53        | 5 442       | 93,76       |

*sortant

### Canton de Montargis
| Candidat       | Candidat           | Étiquette      | Premier tour | Premier tour | Second tour | Second tour |
| Candidat       | Candidat           | Étiquette      | Voix         | %            | Voix        | %           |
| -------------- | ------------------ | -------------- | ------------ | ------------ | ----------- | ----------- |
|                | Viviane Jehannet*  | UMP            | 1 059        | 33,78        | 1 799       | 65,99       |
|                | David Bailleul     | FN             | 694          | 22,14        | 927         | 34,01       |
|                | Jacques Reboul     | PCF            | 693          | 22,11        |             |             |
|                | Jean-Luc Burgunder | PS             | 689          | 21,98        |             |             |
|                |                    |                |              |              |             |             |
| Inscrits       | Inscrits           | Inscrits       | 8 967        | 100,00       | 8 967       | 100,00      |
| Abstentions    | Abstentions        | Abstentions    | 5 744        | 64,06        | 5 791       | 64,58       |
| Votants        | Votants            | Votants        | 3 223        | 35,94        | 3 176       | 35,42       |
| Blancs et nuls | Blancs et nuls     | Blancs et nuls | 88           | 2,73         | 450         | 14,17       |
| Exprimés       | Exprimés           | Exprimés       | 3 135        | 97,27        | 2 726       | 85,83       |

*sortant

### Canton d'Orléans-Bannier
| Candidat       | Candidat           | Étiquette      | Premier tour | Premier tour | Second tour | Second tour |
| Candidat       | Candidat           | Étiquette      | Voix         | %            | Voix        | %           |
| -------------- | ------------------ | -------------- | ------------ | ------------ | ----------- | ----------- |
|                | Joëlle Beauvallet* | PS             | 1 467        | 34,53        | 2 331       | 54,40       |
|                | Muriel Cheradame   | UMP            | 1 169        | 27,52        | 1 954       | 45,60       |
|                | Philippe Lecoq     | FN             | 719          | 16,93        |             |             |
|                | Guy Torreilles     | MoDem          | 250          | 5,89         |             |             |
|                | Solène Moreau      | PCF            | 207          | 4,87         |             |             |
|                | Lionel Fedrigo     | NC             | 206          | 4,85         |             |             |
|                | Didier Cornardeau  | SE             | 190          | 4,47         |             |             |
|                | Angélique Labarre  | POI            | 40           | 0,94         |             |             |
|                |                    |                |              |              |             |             |
| Inscrits       | Inscrits           | Inscrits       | 10 466       | 100,00       | 10 466      | 100,00      |
| Abstentions    | Abstentions        | Abstentions    | 6 146        | 58,72        | 5 880       | 56,18       |
| Votants        | Votants            | Votants        | 4 320        | 41,28        | 4 586       | 43,82       |
| Blancs et nuls | Blancs et nuls     | Blancs et nuls | 72           | 1,67         | 301         | 6,56        |
| Exprimés       | Exprimés           | Exprimés       | 4 248        | 98,33        | 4 285       | 93,44       |

*sortant

### Canton d'Orléans-Bourgogne
| Candidat       | Candidat         | Étiquette      | Premier tour | Premier tour | Second tour | Second tour |
| Candidat       | Candidat         | Étiquette      | Voix         | %            | Voix        | %           |
| -------------- | ---------------- | -------------- | ------------ | ------------ | ----------- | ----------- |
|                | Catherine Mauroy | UMP            | 1 276        | 36,11        | 1 781       | 49,05       |
|                | Estelle Touzin   | EELV           | 1 209        | 34,21        | 1 850       | 50,95       |
|                | Noël Thibaudat   | FN             | 469          | 13,27        |             |             |
|                | Stéphane Renauld | MoDem          | 323          | 9,14         |             |             |
|                | Dominique Lebrun | PCF            | 257          | 7,27         |             |             |
|                |                  |                |              |              |             |             |
| Inscrits       | Inscrits         | Inscrits       | 9 087        | 100,00       | 9 087       | 100,00      |
| Abstentions    | Abstentions      | Abstentions    | 5 505        | 60,58        | 5 292       | 58,24       |
| Votants        | Votants          | Votants        | 3 582        | 39,42        | 3 795       | 41,76       |
| Blancs et nuls | Blancs et nuls   | Blancs et nuls | 48           | 1,34         | 164         | 4,32        |
| Exprimés       | Exprimés         | Exprimés       | 3 534        | 98,66        | 3 631       | 95,68       |

### Canton de Patay
| Candidat       | Candidat              | Étiquette      | Premier tour | Premier tour | Second tour | Second tour |
| Candidat       | Candidat              | Étiquette      | Voix         | %            | Voix        | %           |
| -------------- | --------------------- | -------------- | ------------ | ------------ | ----------- | ----------- |
|                | Nicole Pinsard        | DVD            | 896          | 42,40        | 1 157       | 58,23       |
|                | Hubert Abraham        | DVG            | 606          | 28,68        | 830         | 41,77       |
|                | Marie-Christine Dirat | FN             | 482          | 22,81        |             |             |
|                | Christian Barbotin    | PCF            | 129          | 6,11         |             |             |
|                |                       |                |              |              |             |             |
| Inscrits       | Inscrits              | Inscrits       | 4 234        | 100,00       | 4 234       | 100,00      |
| Abstentions    | Abstentions           | Abstentions    | 2 039        | 48,16        | 2 064       | 48,75       |
| Votants        | Votants               | Votants        | 2 195        | 51,84        | 2 170       | 51,25       |
| Blancs et nuls | Blancs et nuls        | Blancs et nuls | 82           | 3,74         | 183         | 8,43        |
| Exprimés       | Exprimés              | Exprimés       | 2 113        | 96,26        | 1 987       | 91,57       |

### Canton de Pithiviers
| Candidat       | Candidat        | Étiquette      | Premier tour | Premier tour | Second tour | Second tour |
| Candidat       | Candidat        | Étiquette      | Voix         | %            | Voix        | %           |
| -------------- | --------------- | -------------- | ------------ | ------------ | ----------- | ----------- |
|                | Marc Gaudet*    | DVD            | 3 587        | 52,70        | 4 948       | 71,53       |
|                | Paul Carré      | FN             | 1 649        | 24,23        | 1 969       | 28,47       |
|                | Emmanuel Dupuis | PS             | 1 292        | 18,98        |             |             |
|                | Marie Agam      | PCF            | 278          | 4,08         |             |             |
|                |                 |                |              |              |             |             |
| Inscrits       | Inscrits        | Inscrits       | 15 610       | 100,00       | 15 607      | 100,00      |
| Abstentions    | Abstentions     | Abstentions    | 8 642        | 55,36        | 8 250       | 52,86       |
| Votants        | Votants         | Votants        | 6 968        | 44,64        | 7 357       | 47,14       |
| Blancs et nuls | Blancs et nuls  | Blancs et nuls | 162          | 2,32         | 440         | 5,98        |
| Exprimés       | Exprimés        | Exprimés       | 6 806        | 97,68        | 6 917       | 94,02       |

*sortant

### Canton de Puiseaux
| Candidat       | Candidat              | Étiquette      | Premier tour | Premier tour | Second tour | Second tour |
| Candidat       | Candidat              | Étiquette      | Voix         | %            | Voix        | %           |
| -------------- | --------------------- | -------------- | ------------ | ------------ | ----------- | ----------- |
|                | Christian Blumenfeld* | UMP            | 776          | 34,28        | 1 070       | 52,35       |
|                | Gérard Brichard       | SE             | 502          | 22,17        | 974         | 47,65       |
|                | Claude Leseur         | FN             | 479          | 21,16        |             |             |
|                | Jacques Fernandes     | PS             | 380          | 16,78        |             |             |
|                | Julien Peron          | PCF            | 127          | 5,61         |             |             |
|                |                       |                |              |              |             |             |
| Inscrits       | Inscrits              | Inscrits       | 5 015        | 100,00       | 5 015       | 100,00      |
| Abstentions    | Abstentions           | Abstentions    | 2 699        | 53,82        | 2 789       | 55,61       |
| Votants        | Votants               | Votants        | 2 316        | 46,18        | 2 226       | 44,39       |
| Blancs et nuls | Blancs et nuls        | Blancs et nuls | 52           | 2,25         | 182         | 8,18        |
| Exprimés       | Exprimés              | Exprimés       | 2 264        | 97,75        | 2 044       | 91,82       |

*sortant

### Canton de Saint-Jean-de-Braye
| Candidat       | Candidat           | Étiquette      | Premier tour | Premier tour | Second tour | Second tour |
| Candidat       | Candidat           | Étiquette      | Voix         | %            | Voix        | %           |
| -------------- | ------------------ | -------------- | ------------ | ------------ | ----------- | ----------- |
|                | David Thiberge*    | PS             | 2 627        | 44,06        | 2 348       | 60,83       |
|                | Jacques Chevalier  | PR             | 1 573        | 26,38        | 2 285       | 39,17       |
|                | Michel Rothé       | FN             | 1 136        | 19,05        |             |             |
|                | Dominique Tripet   | PCF            | 339          | 5,69         |             |             |
|                | Jean-Marc Vinauger | EXG            | 287          | 4,81         |             |             |
|                |                    |                |              |              |             |             |
| Inscrits       | Inscrits           | Inscrits       | 14 779       | 100,00       | 14 779      | 100,00      |
| Abstentions    | Abstentions        | Abstentions    | 8 662        | 58,61        | 8 575       | 58,02       |
| Votants        | Votants            | Votants        | 6 117        | 41,39        | 6 204       | 41,98       |
| Blancs et nuls | Blancs et nuls     | Blancs et nuls | 155          | 2,53         | 371         | 5,98        |
| Exprimés       | Exprimés           | Exprimés       | 5 962        | 97,47        | 5 833       | 94,02       |

*sortant

### Canton de Saint-Jean-le-Blanc
| Candidat       | Candidat               | Étiquette      | Premier tour | Premier tour | Second tour | Second tour |
| Candidat       | Candidat               | Étiquette      | Voix         | %            | Voix        | %           |
| -------------- | ---------------------- | -------------- | ------------ | ------------ | ----------- | ----------- |
|                | Antoine Carré*         | UMP            | 2 605        | 43,50        | 3 265       | 55,66       |
|                | Jean-Sébastien Herpin  | PS             | 1 920        | 32,06        | 2 601       | 44,34       |
|                | Anne-Gaëlle Bonaccorsi | FN             | 1 103        | 18,42        |             |             |
|                | Cécile Hubert          | PCF            | 361          | 6,03         |             |             |
|                |                        |                |              |              |             |             |
| Inscrits       | Inscrits               | Inscrits       | 13 658       | 100,00       | 13 658      | 100,00      |
| Abstentions    | Abstentions            | Abstentions    | 7 526        | 55,10        | 7 454       | 54,58       |
| Votants        | Votants                | Votants        | 6 132        | 44,90        | 6 204       | 45,42       |
| Blancs et nuls | Blancs et nuls         | Blancs et nuls | 143          | 2,33         | 338         | 5,45        |
| Exprimés       | Exprimés               | Exprimés       | 5 989        | 97,67        | 5 866       | 94,55       |

*sortant

### Canton de Sully-sur-Loire
| Candidat       | Candidat           | Étiquette      | Premier tour | Premier tour | Second tour | Second tour |
| Candidat       | Candidat           | Étiquette      | Voix         | %            | Voix        | %           |
| -------------- | ------------------ | -------------- | ------------ | ------------ | ----------- | ----------- |
|                | Jean-Noël Cardoux* | UMP            | 2 045        | 51,01        | 2 751       | 69,59       |
|                | Hélène Mazur       | FN             | 1 073        | 26,76        | 1 202       | 30,41       |
|                | Anne-Laure Thomas  | PS             | 751          | 18,73        |             |             |
|                | Xavier Marcoin     | PCF            | 140          | 3,49         |             |             |
|                |                    |                |              |              |             |             |
| Inscrits       | Inscrits           | Inscrits       | 8 292        | 100,00       | 8 292       | 100,00      |
| Abstentions    | Abstentions        | Abstentions    | 4 079        | 50,81        | 4 053       | 48,88       |
| Votants        | Votants            | Votants        | 4 213        | 49,19        | 4 239       | 51,12       |
| Blancs et nuls | Blancs et nuls     | Blancs et nuls | 70           | 1,72         | 286         | 6,75        |
| Exprimés       | Exprimés           | Exprimés       | 4 009        | 98,28        | 3 953       | 93,25       |

*sortant